# Mark Begich
Mark Begich (Anchorage, 1962. március 30. –) az Amerikai Egyesült Államok szenátora (Alaszka, 2015 –). A Demokrata Párt tagja.